# Montrol-Sénard
Montrol-Sénard este o comună în departamentul Haute-Vienne din centrul Franței. În 2009 avea o populație de 242 de locuitori.

## Evoluția populației
| An        | 1975 | 1982 | 1990 | 1999 | 2006 | 2009 |
| --------- | ---- | ---- | ---- | ---- | ---- | ---- |
| Populație | 333  | 292  | 238  | 226  | 235  | 242  |